# 喬縉
喬縉（1439年—？），字廷儀，河南河南府洛陽縣人，民籍。明朝政治人物。進士出身。

## 生平
河南鄉試第四名。成化八年（1472年）壬辰科會試第一百名，殿試登進士第三甲第一百一十名，由兵部主事擢四川參議。

## 家族
曾祖父喬仲良。祖父喬聚。父亲喬昇，曾任教諭。